# Герб Очаківського району
Герб Оча́ківського райо́ну — офіційний символ Очаківського району Миколаївської області затверджений 21 лютого 2012 року рішенням ХІІІ сесії районної ради шостого скликання.

## Опис герба
Зображення герба Очаківського району являє собою щит перетятий золотою зубчастою, мурованою балкою. У верхньому, червоному полі — срібний оберну вшийся орел зі складеними крилами, який сидить на балці. У нижньому, синьому полі-золота амфора у стовп, яка супроводжується двома золотими мушлями морського гребінця. Герб вписаний у золотий картуш, прикрашений гронами винограду, а в підніжжі — колоссям пшениці, перевитими синьою стрічкою зі срібним написом «Очаківський район». Картуш увінчано короною із золотих колосків та виноградних грон.

## Тлумачення герба Очаківського району
Золотий зубчатий пояс — символ мужності жителів району, проявленої в 1854 і 1941 роках, а також символізує острів Первомайський — унікальне фортифікаційне спорудження. Срібний орел — одна з емблем міста — держави Ольвія — вказує на перші в Північному Причорноморї грецькі поселення; орел також символ хоробрості, віри, перемоги, символ природних багатств району (Кінбурнського заповідника). Він оглядається назад — в багате подіями минуле Очаківської землі.
Амфора — це вмістилище, як зерна, так і вина — символізує основні галузі господарства, а раковини морського гребінця — порти, курорти, морський берег. У християнській символіці раковини гребінця символізують паломництво (подорож) і розвиток.
Червоний (червлений) колір — символ мужності, життєвої сили, розвитку;
Срібло — благих помислів, благородства;
Золото — могутність і багатство.
Загальна символічна ідея герба: «Розвиток Очаківської землі, спираючись на багате історичними подіями минуле і унікальні природні умови».